# 陈建成
陈建成（1970年8月—2023年1月），华裔马来西亚人，中华人民共和国教育部长江学者讲座教授，滑铁卢大学统计与精算学系教授，中央财经大学中国精算研究院教授，中国精算研究院原院长。